# William H. Pitsenbarger
William Hart Pitsenbarger (8 de julio de 1944 - 11 de abril de 1966) fue un paracaidista de salvamento de la Fuerza Aérea de los Estados Unidos que voló en casi 300 misiones de rescate durante la guerra de Vietnam para ayudar a los soldados y pilotos caídos.
El 11 de abril de 1966, Pitsenbarger murió ayudando y defendiendo a una unidad de soldados inmovilizados por un asalto enemigo durante la Guerra de Vietnam. Antes de su muerte, ayudó a salvar a más de 60 hombres en la batalla.  Se le concedió póstumamente la Cruz de la Fuerza Aérea , que más tarde se actualizó a la Medalla de Honor.

## Primeros años y educación
Pitsenbarger nació en 1944, hijo de Irene y William Pitsenbarger. Creció en Piqua, Ohio, un pequeño pueblo cerca de Dayton . Cuando estaba en el tercer año de la escuela secundaria, trató de alistarse en el ejército de los EE. UU. como boina verde , pero sus padres se negaron a darle su permiso. Después de graduarse de la escuela secundaria, decidió unirse a la Fuerza Aérea de los EE. UU., y en la víspera de Año Nuevo  de 1962, estaba en un tren con destino a San Antonio para recibir entrenamiento básico .
Durante su formación básica a principios de 1963, se ofreció como voluntario para paracaidista de salvamento. El entrenamiento incluyó la Escuela Aerotransportada del Ejército de los EE. UU., la Escuela de Buceo de la Marina de los EE. UU. (SCUBA), la escuela de supervivencia y un curso médico de rescate y supervivencia. Siguieron más entrenamientos de rescate de la Fuerza Aérea y en la escuela de supervivencia en la jungla. Su último entrenamiento fue en rescate de accidentes aéreos y extinción de incendios. Completó los requisitos y fue uno de los primeros del grupo de aviadores en calificar para paracaidista de salvamento justo después del entrenamiento básico. Después de completarlo, fue asignado al Escuadrón de Rescate estacionado en la Base Aérea de Hamilton , California.

## Guerra de Vietnam
Más tarde, Pitsenbarger fue enviado en servicio temporal (TDY) a Vietnam. Al completar su primera asignación de TDY, se ofreció como voluntario para regresar y recibió órdenes en 1965 de informar al Destacamento 6, 38.º Escuadrón de Rescate y Recuperación Aéreo en la Base Aérea Bien Hoa cerca de Saigón . Su unidad estaba compuesta por cinco tripulaciones que volaban tres helicópteros Kaman HH-43F Huskie . Su comandante, el mayor Maurice Kessler, lo llamó "Uno de una raza especial. Alerta y siempre listo para emprender cualquier misión".
Pitsenbarger completó más de 250 misiones, incluida una en la que se colgó del cable de un HH-43 para rescatar a un soldado survietnamita herido de un campo minado en llamas. Esta acción le valió la Medalla del Aerotécnico y la Medalla al Mérito Militar y la Cruz de Gallardía de la República de Vietnam con Palma de Bronce.
El 11 de abril de 1966, el Centro de Rescate Conjunto envió dos helicópteros Huskies del Destacamento 6 para extraer media docena o más de heridos del Ejército atrapados en una batalla cerca de Cam My, 35 millas (56 km) al este de Saigón. Al llegar al lugar de la emboscada, lo bajaron a través de los árboles hasta el suelo donde atendió a los heridos antes de llevarlos al helicóptero por cable. Después de que seis hombres heridos fueran trasladados a un puesto de socorro, los dos helicópteros de la Fuerza Aérea de EE. UU. regresaron para su segunda carga.
Cuando uno de los helicópteros bajaba su cesto de rescate a Pitsenbarger, que había permanecido en tierra con los 20 soldados de infantería aún con vida, fue alcanzado por una ráfaga de armas cortas enemigas. Cuando su motor comenzó a perder potencia, el piloto se dio cuenta de que tenía que alejar el helicóptero del área lo antes posible. En lugar de subirse a la canasta de rescate para poder irse con el helicóptero, Pitsenbarger eligió permanecer con las tropas del Ejército bajo el ataque enemigo. Con fuego de mortero pesado y  de armas cortas, los helicópteros no pudieron regresar para rescatar a Pitsenbarger.
Durante la siguiente hora y media, Pitsenbarger atendió a los soldados heridos, cortando tablillas de enredaderas trenzadas y construyendo camillas improvisadas. Cuando los demás comenzaron a quedarse sin municiones, recogió municiones de los muertos y las distribuyó entre los que aún estaban vivos. Luego, se unió a los demás con un rifle para mantener a raya al Viet Cong. Pitsenbarger fue asesinado por francotiradores del Viet Cong más tarde esa noche. Cuando recuperaron su cuerpo al día siguiente, en una mano todavía sostenía un rifle y en la otra un botiquín médico.[cita requerida] Aunque Pitsenbarger no escapó con vida, otros 60 hombres sí lo hicieron.

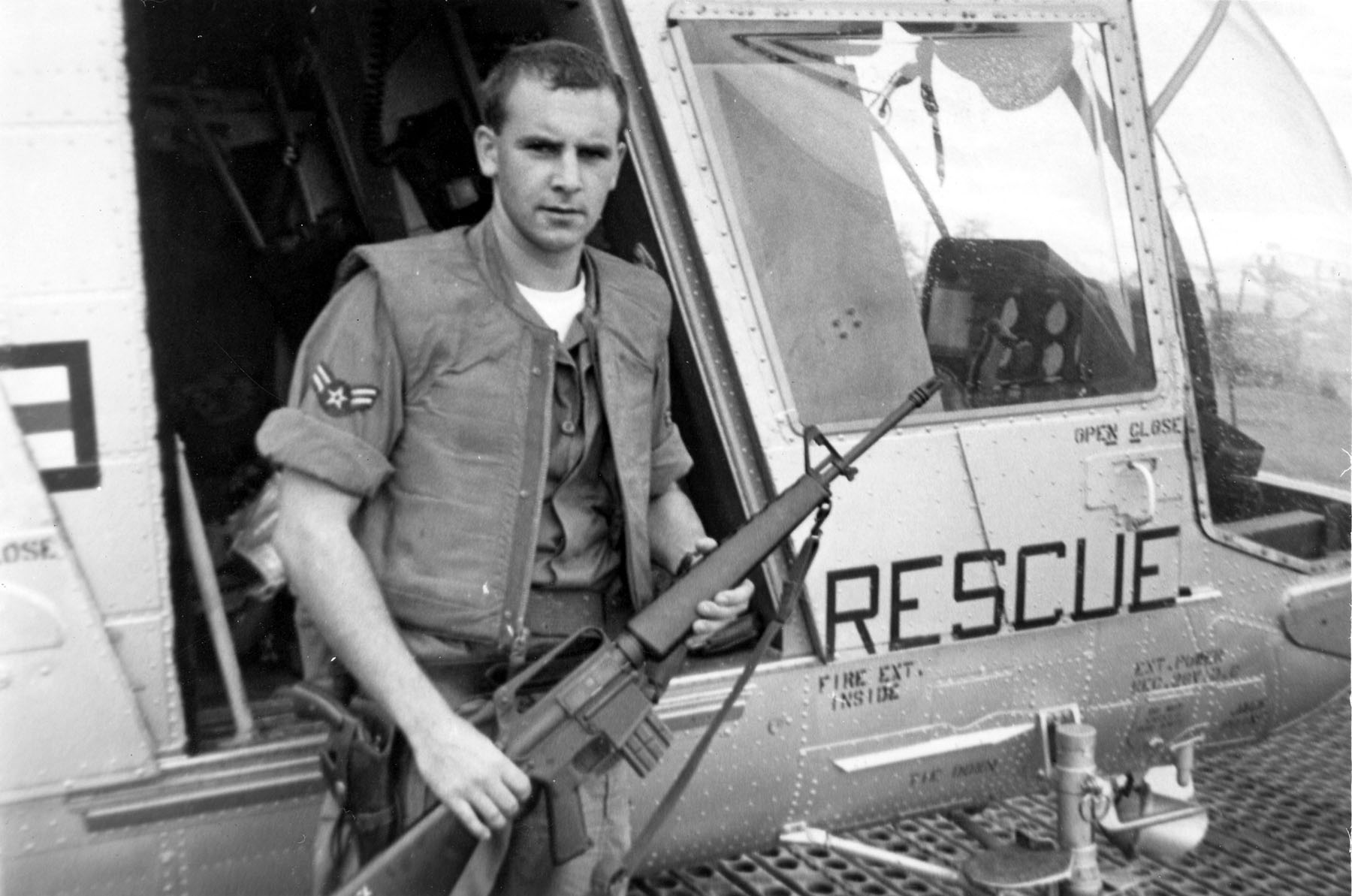
A1C William Pitsenbarger con un Fusil M16 fuera de un helicóptero HH-43.

Está enterrado en el cementerio Miami Memorial Park Covington, Ohio.

### Premio Medalla de Honor
Poco después de la muerte de Pitsenbarger, sus comandantes de la Fuerza Aérea lo nominaron para la Medalla de Honor. Un general del Ejército recomendó que el premio se degradara a la Cruz de la Fuerza Aérea, aparentemente porque en ese momento no había suficiente documentación de las acciones de Pitsenbarger.  Pitsenbarger recibió la Cruz de la Fuerza Aérea el 30 de junio de 1966. Después de una revisión y casi 35 años después, se mejoró el premio original.
El 8 de diciembre de 2000, en el Museo Nacional de la Fuerza Aérea de los Estados Unidos , el padre del aviador, William F. Pitsenbarger, y su esposa, Alice, aceptaron la Medalla de Honor de manos del Secretario de la Fuerza Aérea Whit Peters . Durante la misma ceremonia también fue ascendido póstumamente al rango de sargento de Estado Mayor. La audiencia incluyó a sobrevivientes de la batalla, cientos de aviadores de rescate, un representante del Congreso y el jefe de Estado Mayor de la Fuerza Aérea de EE. UU.
Pitsenbarger fue el ganador número 59 de la Medalla de Honor y el sexto receptor alistado de la Fuerza Aérea y sus organizaciones predecesoras.

#### Mención Medalla de Honor
El Presidente de los Estados Unidos de América, autorizado por Ley del Congreso, el 8 de diciembre de 2000, ha otorgado a nombre del Congreso la Medalla de Honor a título póstumo a:

### Citación
El aviador de primera clase Pitsenbarger se distinguió por su valor extremo el 11 de abril de 1966 cerca de Cam My, República de Vietnam, mientras estaba asignado como miembro de la tripulación de paracaidismo, Destacamento 6, 38º Escuadrón de Rescate y Recuperación Aeroespacial. En esa fecha, el aviador Pitsenbarger estaba a bordo de un helicóptero de rescate respondiendo a una llamada para la evacuación de las víctimas sufridas en un tiroteo en curso entre elementos de la Primera División de Infantería del Ejército de los Estados Unidos.y una fuerza enemiga considerable aproximadamente a 35 millas al este de Saigón. Con total desprecio por la seguridad personal, el aviador Pitsenbarger se ofreció como voluntario para montar un polipasto de más de cien pies a través de la jungla, hasta el suelo. En el terreno, organizó y coordinó los esfuerzos de rescate, atendió a los heridos, preparó a los heridos para la evacuación y se aseguró de que la operación de recuperación continuara sin problemas y ordenadamente. Gracias a sus esfuerzos personales, se aceleró enormemente la evacuación de los heridos. A medida que se recuperaban cada una de las nueve bajas evacuadas ese día, Pitsenbarger rechazó la evacuación para poner a salvo a un soldado herido más. Después de varias recogidas, uno de los dos helicópteros de rescate involucrados en la evacuación fue alcanzado por un intenso fuego terrestre enemigo y se vio obligado a abandonar la escena para un aterrizaje de emergencia. El aviador Pitsenbarger se quedó atrás, en tierra, para realizar tareas médicas. Poco después, el área fue objeto de fuego de francotiradores y morteros. Durante un intento posterior de evacuar el sitio, las fuerzas estadounidenses sufrieron un fuerte asalto por parte de una gran fuerza del Viet Cong. Cuando el enemigo lanzó el asalto, se canceló la evacuación y Airman Pitsenbarger tomó las armas con los soldados de infantería sitiados. Resistió valientemente al enemigo, desafiando intensos disparos para reunir y distribuir municiones vitales a los defensores estadounidenses. A medida que avanzaba la batalla, se expuso repetidamente al fuego enemigo para cuidar a los heridos, sacarlos de la línea de fuego y devolver el fuego cada vez que podía, tiempo durante el cual fue herido tres veces. A pesar de sus heridas, luchó valientemente, tratando simultáneamente a tantos heridos como le fue posible. En la feroz lucha que siguió, las fuerzas estadounidenses sufrieron un 80 por ciento de bajas cuando se abrió una brecha en su perímetro, y el aviador Pitsenbarger finalmente resultó fatalmente herido. El aviador Pitsenbarger se expuso a una muerte casi segura al permanecer en el suelo y pereció mientras salvaba la vida de los soldados de infantería heridos. Su valentía y determinación ejemplifican los más altos estándares profesionales y las tradiciones del servicio militar y reflejan un gran crédito para él, su unidad y la Fuerza Aérea de los Estados Unidos.

## Honores y premios
Pitsenbarger fue el primer alistado en recibir la medalla de la Cruz de la Fuerza Aérea , y recibió el premio póstumamente en 1966.
El buque portacontenedores de la Marina de los Estados Unidos MV A1C William H. Pitsenbarger (T-AK-4638) fue bautizado en su honor, pero fue dado de baja y devuelto a su propietario original en 2008 con el nuevo nombre Black Eagle .
Además, varios edificios han sido nombrados en su honor, incluidos William H. Pitsenbarger Dining Hall, Base de la Fuerza Aérea Wright-Patterson , Ohio; Centro de Educación Militar Profesional William H. Pitsenbarger, Base de la Fuerza Aérea Beale , California; Escuela de Liderazgo para Aerotécnicos William H. Pitsenbarger, Base Aérea de Spangdahlem , Alemania; Pitsenbarger Hall, Base de la Fuerza Aérea Randolph , Texas y Pitsenbarger Fitness Center, Base de la Fuerza Aérea Sheppard , Texas.
Su nombre se puede encontrar en el Panel 06E Línea 102 del Monumento a los Veteranos de Vietnam .
Las autoridades civiles también han honrado su nombre. La ciudad de Piqua, Ohio, cambió el nombre de un parque recreativo (que incluye la piscina municipal) a "Pitsenbarger Sports Complex". En 2005, el estado de Ohio designó la ruta estatal 48 como "USAF Pararescue Memorial Parkway". La carretera pasa cerca de los pueblos de origen de cuatro paracaidistas que murieron al servicio de su país. Esto incluye Pitsenbarger; sargento Jim Locker de Sídney, Ohio; el sargento mayor William McDaniel II de Greenville, Ohio; y Aerotécnico de Primera Clase James Pleiman de Rusia, Ohio. Además de ser designado Main Street a través de la ciudad de Dayton, donde los hermanos Wright diseñaron su avión: la ruta estatal 48 también corre a lo largo de Miami Memorial Park al norte de Covington, Ohio, donde están enterrados los cuatro.
Edison Community College en Piqua, Ohio, otorga la Beca Pitsenbarger a dos estudiantes de tiempo completo por año que puedan demostrar necesidad financiera.
El equipo de perforación de la unidad AFJROTC en Martinsburg High School, Martinsburg WV se conoce como Pitsenbarger Rifles.
La Asociación de la Fuerza Aérea otorga una beca Pitsenbarger de $ 750 al mejor personal alistado de la USAF que se gradúe del Community College of the Air Force (CCAF) que planee obtener una licenciatura y presente un paquete de nominación de premio competitivo.
Premio del Salón de la Fama de la Asociación de Transporte Aéreo/Tanquero de 2012.

## En la cultura popular
La película de 2019 The Last Full Measure que representa la vida de Pitsenbarger está protagonizada por Jeremy Irvine como Pitsenbarger.

## Otras lecturas
- «Destinatarios de la Medalla de Honor del período de la guerra de Vietnam». Citaciones de la Medalla de Honor. Centro de Historia Militar del Ejército de los Estados Unidos. 16 de julio de 2007. Consultado el 29 de noviembre de 2007.